# Pazeh (dialect)
Pazeh (Pazih) was een dialect van het Kulon-Pazeh, een Paiwanische taal gesproken in Taiwan. Dit dialect wordt tegenwoordig niet meer gesproken, het dialect werd tot in de 20e eeuw nog gesproken, maar tegen het eind van die eeuw verdween het.
Ailan · Kahabu · Pazeh